# Нијепор-Делаж NiD-46
Нијепор-Делаж NiD-46 (фр. Nieuport-Delage NiD-46) је француски ловачки авион који је производила фирма Нијепор-Делаж (фр. Nieuport-Delage). Први лет авиона је извршен 1926. године. 

Највећа брзина у хоризонталном лету је износила 252 km/h. Размах крила је био 12,00 метара а дужина 7,30 метара. Маса празног авиона је износила 1231 килограма, а нормална полетна маса 1794 kg.

## Наоружање
| Наоружање авиона: Нијепор-Делаж |          |
| Ватрено (стрељачко) наоружање   |          |
| Топ                             |          |
| Митраљез                        |          |
| Број и ознака митраљеза         | 3 Викерс |
| Калибар                         | 7,7      |
| Бомбардерско наоружање (бомбе)  |          |
| Ракетно наоружање (ракете)      |          |